# Barkåker
Barkåker är en tätort i Tønsbergs kommun i Vestfold fylke i sydöstra Norge. Orten ligger vid fylkesväg 325 och Vestfoldbanan, vid sidan av Europaväg 18, norr om staden Tønsberg.
Tidigare har orten tillhört dåvarande Sems kommun.